# Ода Нобунарі
Ода Нобунарі (яп. 織田 信成, おだのぶなり; 25 березня 1987, Осака, Японія) — японський фігурист, що виступає у чоловічому одиночному фігурному катанні. Чемпіон світу серед юніорів 2005 року, переможець Чемпіонату Чотирьох Континентів з фігурного катання 2006 року, чемпіон Японії з фігурного катання 2009 року, срібний (сезон 2009/2010) і бронзовий (2006/2007) медаліст Фіналів серії Гран-Прі сезону, неодноразовий учасник міжнародних змагань, в т.ч. найвищого рівня (найвище досягнення на Чемпіонатах світу з фігурного катання — 4-е у 2006 році, на дебютній Зимовій Олімпіаді у Ванкувері в 2010 році став 7-м). 
Катання Оди, на відміну від решти японських одиночників, є емоційним, воно завжди відзначається дуже оригінальними постановками і технічними знахідками.

## Родина
Ода Нобунарі є представником роду Ода, нащадком самурайського володаря 16 століття  — Ода Нобунаґи, одного з перших об'єднувачів Японії.
Одним з тренерів Нобунарі є його мати — Ода Норіко, в минулому фігуристка.

## Кар'єра
Ода Нобунарі став на ковзани у 4-річному віці (1990 рік).
У 2005 році юний спортсмен виграв Чемпіонат світу з фігурного катання серед юніорів — на той час це був уже третій його сезон на міжнародній арені. У наступному сезоні Нобунарі перейшов на дорослий рівень, оскільки це був уже олімпійський сезон і спортсмен мав бажання отримати досвід відразу на дуже серйозних змаганнях. Він виграв етап серії Гран-Прі з фігурного катання «NHK Trophy» і став третім на етапі «Skate Canada», таким чином відібравшись до Фіналу Гран-Прі, де зрештою посів 4-е місце.
На Чемпіонаті Японії 2006 року Ода, спочатку, оголосили переможцем, однак потім було виявлено комп'ютерну помилку і після перерахунку  результатів (Нобунарі під час катання зробив зайвий каскад, що не міг бути зарахованим) переможцем було оголошено Такахасі Дайсуке. Японська федерація фігурного катання ухвалила рішення відрядити Такахасі на XX Зимову Олімпіаду (Турин, 2006), а Оду на Світову першість з фігурного катання 2006 року, де спортсмен, дебютуючи на такого рівня змаганнях відразу ж посів високе 4-е місце (натепер найвище досягнення фігуриста на Чемпіонатах світу з фігурного катання).

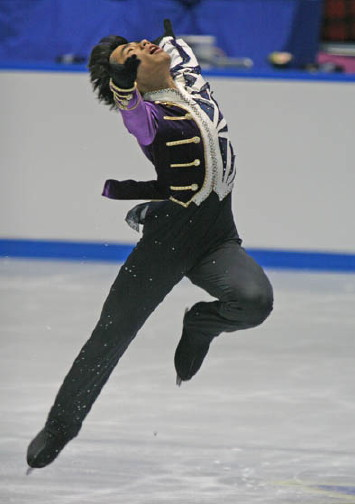
Нобунарі Ода на турінірі «NHK Trophy»-2008

У наступному сезоні (2006/2007) Ода Нобунарі став бронзовим призером Фіналу Гран-Прі з фігурного катання, завоював срібло Національної першості Японії з фігурного катання (поступившись знову Такахасі Дайсуке), був срібним призером на Зимовій Універсіаді-2007, однак на світовій першості посів лише 7—е місце.
Серію Гран-Прі сезону 2007/2008 Ода Нобунарі пропустив через п'ятимісячну дискваліфікацію, а у Чемпіонаті Японії з фігурного катання, що відбувся в грудні 2007 року (термін дискваліфікації на той час уже сплив) спортсмен участі не взяв, пославшись на психологічний  стрес від пережитого, відтак не відібравшись до найсерйозніших міжнародних стартів сезону. 
Навесні 2008 року Нобунарі оголосив, що наступного сезону тренуватиметься в Миколи Морозова, який до того часу співпрацював з його головним конкурентом по національній збірній Дайсуке Такахасі. Такахасі, дізнавись про плани Морозова і Ода, пішов від наставника.
В сезоні 2008/2009, після пропущеного повністю минулого року, Ода взяв участь у двох другорядних турнірах «Nebelhorn Trophy»-2008 і Меморіалі Карла Шефера 2008 року, на яких переміг. Оскільки рейтинг ІСУ фігуриста через його пропуски змагань значно знизився в серії Гран-Прі з фігурного катання сезону 2008/2009 Ода отримав право виступити лише на одному, «домашньому», етапі «NHK Trophy»-2008, на якому Ода виграв золото, чого, втім не вистачило для виступу у Фіналі серії Гран-Прі. На Чемпіонаті Японії з фігурного катання 2009 року, за відсутності травмованого Такахасі Дайсуке, Ода виграв своє перше «золото» цього турніру, здобувши право виступити на завершальних найпрестижніших стартах сезону. На Чемпіонаті Чотирьох Континентів з фігурного катання 2009 року спортсмен був 4-м, а на ЧС з фігурного катання 2009 року, відкатавши чудово довільну, але припустившись знову помилки з виконанням «зайвого» каскаду стрибків, зайняв 7-е місце.

## Дискваліфікація
26 липня 2007 року Ода Нобунарі було затримано поліцією префектури Осака за керування мотоциклом в стані алкогольного сп'яніння. На щастя, постраждалих у інциденті не було. В крові 20-річного спортсмена виявили 0,06 проміле алкоголю (в Японії допустимий ліміт — 0.03 проміле).
Ода Нобунарі відразу ж публічно покаявся і вибачився за своє правопорушення, однак, 2 серпня 2007 року Федерація фігурного катання Японії з метою зміцнення свого престижу ухвалила рішення усунути його від усіх змагань строком на п'ять місяців. У зв'язку з цим фігуриста також було виключено зі складу всіх льодових вистав, що мали відбутися за його участю в Японії. Крім того, Федерація присудила Ода Нобунарі виконання громадських робіт і стягнула штраф у розмірі ¥100 000, який він негайно сплатив.

### Сезон 2009/2010
Ода був виставлений на виступи в 2 етапах серії Гран-Прі сезону 2009/2010 — «Trophée Eric Bompard»—2009 та «Cup of China»—2009. 26 вересня 2009 року він представив свою нову довільну програму на тему Чарлі Чапліна, яка була сприйнята із задоволенням як фахівцями, так і глядачами. На обох етапах серії Гран-Прі Ода Нобунарі тріумфував, а на паризькому також показав свій персоналбест у довільній програмі. Кваліфікувавшись, таким чином, до Фіналу серії Гран-Прі 2009/2010, він у ньому завоював срібло, поступившись американцю Лисачеку.
На Національній першості Японії з фігурного катання 2010 року Ода став срібним призером, поступившись Такахасі, що гарантувало йому місця на головних стартах сезону — на XXI Зимовій Олімпіаді та світовій першості 2010 року.
На олімпійському турнірі одиночників Ода Нобунарі в короткій набрав 84.85, і це було 4-е місце, але в довільній після неприємного інциденту, коли він зупинив прокат через порвані шнурки ковзана, і три відведені хвилини його закріплював, продовживши потому виконання програми, і впавши наприкінці з подівійного акселя, в результаті отримав 153.69 балів (7-й результат) і зрештою посів сьоме ж місце на дебютних для себе Олімпійських іграх.

## Спортивні досягнення
| Змагання / Сезони                                   | 2001/2002 | 2002/2003 | 2003/2004 | 2004/2005 | 2005/2006 | 2006/2007 | 2008/2009 | 2009/2010 |
| --------------------------------------------------- | --------- | --------- | --------- | --------- | --------- | --------- | --------- | --------- |
| Зимові Олімпійські ігри                             |           |           |           |           |           |           |           | 7         |
| Чемпіонати світу з фігурного катання                |           |           |           |           | 4         | 7         | 7         |           |
| Чемпіонати Чотирьох Континентів з фігурного катання |           |           |           |           | 1         |           | 4         |           |
| Чемпіонати світу з фігурного катання серед юніорів  |           |           | 11        | 1         |           |           |           |           |
| Чемпіонати Японії з фігурного катання               | 16        | 6         | 5         | 3         | 2         | 2         | 1         | 2         |
| Чемпіонати Японії з фігурного катання серед юніорів | 4         | 3         | 2         | 1         |           |           |           |           |
| Фінали Гран-Прі з фігурного катання                 |           |           |           |           | 4         | 3         |           | 2         |
| Етапи Гран-Прі: «Cup of China»                      |           |           |           |           |           |           |           | 1         |
| Етапи Гран-Прі: «Trophée Eric Bompard»              |           |           |           |           |           |           |           | 1         |
| Етапи Гран-Прі: «Skate America»                     |           |           |           |           |           | 1         |           |           |
| Етапи Гран-Прі: «NHK Trophy»                        |           |           |           |           | 1         | 2         | 1         |           |
| Етапи Гран-Прі: «Skate Canada»                      |           |           |           |           | 3         |           |           |           |
| Турніри «Nebelhorn Trophy»                          |           |           |           |           |           |           | 1         |           |
| Меморіали Карла Шефера                              |           |           |           |           |           |           | 1         |           |
| Зимові Універсіади                                  |           |           |           |           |           | 2         |           |           |

## Виноски
1. ↑  Японський фігурист попався п'яним за кермом мотоцикла(рос.)